# Neykkarappatti
Neykkarappatti é uma vila no distrito de Salem, no estado indiano de Tamil Nadu.

## Demografia
Segundo o censo de 2001,  Neykkarappatti  tinha uma população de 9912 habitantes. Os indivíduos do sexo masculino constituem 51% da população e os do sexo feminino 49%. Neykkarappatti tem uma taxa de literacia de 53%, inferior à média nacional de 59.5%: a literacia no sexo masculino é de 63% e no sexo feminino é de 42%. Em Neykkarappatti, 12% da população está abaixo dos 6 anos de idade.